# نیکشا پاتل
نیکشا پاتل (انگلیسی: Nikesha Patel) بازیگر هندی-بریتانیایی است. او اولین بار در سینما تالیوود، در فیلم ببر (به هندی: Puli)  تولید سال ۲۰۱۰، ایفای نقش کرد و سپس به عنوان نقش اول در بیش از ۳۰ فیلم از سینما تالیوود، کنادا، تامیل و مالایالم بازی کرد.

## دوران ابتدایی زندگی
نیکشا در بریتانیا در یک خانواده گجراتی بدنیا آمد و در آنجا بزرگ شد. او در شهر کاردیف، کشور ولز بدنیا آمده و بزرگ شده است، والدین او هنوز در شهرک پونتیپرید، کشور ولز زندگی می‌کنند. او یکی از فینالیست‌های، جشنواره زیبایی دوشیزه ولز ۲۰۰۶، بود.

## فیلم‌شناسی
| سال  | عنوان               | نقش        | زبان  | نکات                                                                       | مرجع. |
| ---- | ------------------- | ---------- | ----- | -------------------------------------------------------------------------- | ----- |
| ۲۰۱۰ | ببر                 | مادوماتی   | تلوگو | اولین فیلم تالیوود                                                         | [ ۲ ] |
| ۲۰۱۲ | ناراسیما            | وارشا      | کنادا | اولین فیلم کنادا نامزد، جایزه اس آی آی ام ای (SIIMA) برای بهترین بازیگر زن | [ ۳ ] |
| ۲۰۱۴ | چیزی تصادفی         | کاویا      | تامیل |                                                                            | [ ۴ ] |
| ۲۰۱۴ | سلام مادام          | روکمینی    | کنادا |                                                                            | [ ۵ ] |
| ۲۰۱۵ | تنها                | پری‌یا      | کنادا |                                                                            | [ ۶ ] |
| ۲۰۱۶ | مایه دردسر          | مایا/شویتا | تامیل |                                                                            | [ ۷ ] |
| ۲۰۱۷ | ۷ روز               | پوجا       | تامیل |                                                                            | [ ۸ ] |
| ۲۰۱۸ | باسکار یه پست فطرته | کالیانی    | تامیل |                                                                            | [ ۹ ] |